# Лапін Євген Васильович
Лапін Євген Васильович (нар. 15 листопада 1950, с. Артемо-Растівка, Тростянецький р-н, Сумська область) — український політик. 
ПАТ "Державна холдингова компанія «Титан України», 1-й заст. ген. директора (з 08.2010); голова правління Сум. асоціації промисловців і підприємців, чл. правління УСПП.
Осв.: Сум. філія Харків. політех. ін-ту (1976), інж.-механік, «Машини і апарати хім. виробництв»; док. дис. «Економічний потенціал підприємств промисловості: формування, оцінка, управління» (Нац. тех. ун-т «ХПІ», 2006). Доктор економічних наук.
Народний депутат України 5 склик. 04.2006-11.2007 від Партії регіонів, № 135 в списку. На час виборів: нар. деп. України, б/п. Чл. Ком-ту з питань державного будівництва, регіональної політики та місцевого самоврядування (з 07.2006), чл. фракції Партії регіонів (з 05.2006).
Народний депутат України 4 склик. 04.2002-04.2006, виб. окр. № 158, Сум. обл., висун. Вибор. блоком політичних партій «За єдину Україну!». За 21,82 %, 9 суперників. На час виборів: голова правління, ген. директор ВАТ «Сумихімпром», б/п. Чл. фракції «Єдина Україна» (05.-07.2002), чл. групи «Європейський вибір» (07.2002-11.2003), чл. фракції «Регіони України» (11.2003-09.2005), чл. фракції Партії регіонів «Регіони України» (з 09.2005), чл. Комітету з питань економічної політики, управління народним господарством, власності та інвестицій (з 06.2002), чл. Спеціальної контрольної комісії з питань приватизації (з 06.2002).
- 1965—1969 — учень, Сум. машинобуд. тех-м.
- 1969 — служба в армії.
- 1969—1970 — фрезерувальник, Сум. машинобуд. з-д ім. М.Фрунзе.
- 1970—1982 — слюсар, слюсар-котельник, інж.-технолог ремонтно-механічного цеху, нач. зміни, заст. нач. цеху, нач. цеху фтористих солей, нач. суперфосфатного цеху, 1982-84 — секретар парткому, ВО «Хімпром», м. Суми.
- 1984—1985 — 2-й секретар РК КПУ м. Сум.
- 1985—1988 — 1-й секретар, Зарічний РК КПУ м. Сум.
- 1988—1990 — заст. ген. директора з економіки та управління, ВО «Хімпром».
- 1990—1995 — експерт, ген. представник, Представництво ВАТ «Агрохімекспорт» Торг. представництва Російської Федерації в Туніській Республіці.
- 1995—1996 — ген. директор, Сум. ДП ВО «Хімпром».
- 1996—2002 — голова правл., ген. директор, 08.2007-08.2010 — в.о. голови правл., голова правл., ВАТ «Сумихімпром».

Радник Прем'єр-міністра України на громад. засадах (09.2001-11.2002).
Академік Інж. академії України (1996).
Орден «За заслуги» III (11.2000), II ст. (06.2011). Ордени Святого князя Володимира IV ст. (2000), «Слава на вірність Вітчизні» III ст. (2000, Міжнар. кадр. академія). Почесна грамота КМ України (12.2003). Заслужений працівник промисловості України (05.2004).